# Млинек (Томашовський повіт)
Млинек (пол. Młynek) — село в Польщі, у гміні Уязд Томашовського повіту Лодзинського воєводства.
Населення — 15 осіб (2011).
У 1975-1998 роках село належало до Пйотрковського воєводства.

## Демографія
Демографічна структура станом на 31 березня 2011 року:
|          | Загалом | Допрацездатний вік | Працездатний вік | Постпрацездатний вік |
| -------- | ------- | ------------------ | ---------------- | -------------------- |
| Чоловіки | 8       | 3                  | 4                | 1                    |
| Жінки    | 7       | 0                  | 6                | 1                    |
| Разом    | 15      | 3                  | 10               | 2                    |